# Maverick a Strike
Az 1997-es Maverick a Strike Finley Quaye debütáló nagylemeze. Eredetileg a Polydorral kötött egy egy albumra szóló szerződést, de a Polydor ezt később felbontotta. Quaye az Epic Record-szal és a Sony-val kezdett együttműködni, 1997 végére már két Top 20-as kislemez volt az Egyesült Királyságban: Sunday Shining és Even After All. A Maverick Strike alapozta meg a hírnevét, kevesebb, mint három hét alatt aranylemez lett, és 1998-ban BRIT Awards-győzelmet hozott Quaye-nak. Az album szerepel az 1001 lemez, amit hallanod kell, mielőtt meghalsz című könyvben.
Az album a 2. helyig jutott a Billboard Top Reggae Albums listán, a Heatseekers-ön a 47. helyig jutott. A Sunday Shining kislemez a 26. helyet érte el a Modern Rock Tracks listán.

## Az album dalai
|     | Cím                            | Szerző(k)         | Hossz |
| --- | ------------------------------ | ----------------- | ----- |
| 1.  | Ultra Stimulation              | Finley Quaye      | 3:52  |
| 2.  | It's Great When We're Together | Quaye             | 3:39  |
| 3.  | Sunday Shining                 | Bob Marley, Quaye | 3:42  |
| 4.  | Even After All                 | Quaye             | 3:54  |
| 5.  | Ride on and Turn the People On | Quaye             | 3:47  |
| 6.  | The Way of the Explosive       | Quaye             | 4:44  |
| 7.  | Your Love Gets Sweeter         | Quaye             | 3:12  |
| 8.  | Supreme I Preme                | Quaye             | 4:59  |
| 9.  | Sweet and Loving Man           | Quaye             | 3:21  |
| 10. | Red Rolled and Seen            | Quaye             | 4:07  |
| 11. | Falling                        | Propfh, Quaye     | 3:16  |
| 12. | I Need a Lover                 | Quaye             | 4:04  |
| 13. | Maverick a Strike              | Quaye             | 4:59  |

## Közreműködők
- Kevin Bacon – producer
- Carlos Bess – keverés, producer
- Jonathan Quarmby – producer
- Finley Quaye – hangszerelés, dalszerző, producer